# Mieczysławów (Radonie)
Mieczysławów – część wsi Radonie, położonej w Polsce w województwie mazowieckim, powiecie grodziskim, gminie Grodzisk Mazowiecki. Mieczysławów graniczy bezpośrednio z wsią Adamowizna.
W latach 1975–1998 miejscowość administracyjnie należała do województwa warszawskiego.